# José Antonio García Rabasco
José Antonio García Rabasco, meglio noto come Verza (Orihuela, 29 settembre 1986), è un ex calciatore spagnolo, di ruolo centrocampista.

## Carriera
Ha giocato nella massima serie spagnola con Villarreal e Almería.

## Palmarès
- Segunda División: 1

Levante: 2016-2017